# Tycherus elongatus
Tycherus elongatus là một loài tò vò trong họ Ichneumonidae.